# Nikesh Patel
Nikesh Patel (Wembley, 1985) è un attore britannico.

## Biografia
Nato a Wembley in una famiglia di origini indiane, Nikesh Patel si è laureato in letteratura inglese all'Università di Warwick e poi ha studiato recitazione alla Guildhall School of Music and Drama, diplomandosi nel 2010.
Nel 2010 ha fatto il suo esordio sulle scene londinesi al Royal Court e l'anno successivo ha recitato con la Royal Shakespeare Company in nuovi allestimenti de La bisbetica domata, Macbeth e Il mercante di Venezia. Successivamente è tornato a recitare a Londra all'Hampstead Theatre e al Young Vic. In campo televisivo è noto soprattutto per i suoi ruoli principali in Indian Summers, Quattro matrimoni e un funerale, Starstruck - Colpita da una stella e The Devil's Hour.

## Filmografia parziale

### Cinema
- Jadoo, regia di Amit Gupta (2010)
- Honour, regia di Shan Khan (2014)
- Attacco al potere 2 (London Has Fallen), regia di Babak Najafi (2016)
- Artemis Fowl, regia di Kenneth Branagh (2020)
- Il critico - Crimini tra le righe (The Critic), regia di Anand Tucker (2023)
- Scatta l'amore  (Picture This), regia di Prarthana Mohan (2025)

### Televisione
- I fantasmi di Bedlam (Bedlam) - serie TV, 6 episodi (2012)
- L'ispettore Barnaby (Midsomer Murders) - serie TV, episodio 16x01 (2013)
- Law & Order: UK - serie TV, episodio 8x01 (2014)
- Indian Summers - serie TV, 19 episodi (2015-2016)
- Doctor Who - serie TV, episodio 11x11 (2019)
- Quattro matrimoni e un funerale (Four Weddings and a Funeral) - serie TV, 10 episodi (2019)
- Starstruck - Colpita da una stella (Starstruck) - serie TV, 18 episodi (2021-2023)
- The Devil's Hour - serie TV, 6 episodi (2022-in corso)

## Teatro
- Disconnect di Anupama Chandrasekhar, regia di Indhu Rubasingham. Royal Court Theatre di Londra (2010)
- Il mercante di Venezia di William Shakespeare, regia di Rupert Goold. Royal Shakespeare Theatre di Stratford (2011)
- Macbeth di William Shakespeare, regia di Michael Boyd. Royal Shakespeare Theatre di Stratford (2011)
- La bisbetica domata di William Shakespeare, regia di Tim Crouch. Swan Theatre di Stratford (2011)
- Donny's Brain di Rona Munroe, regia di Anna Ledwich. Hampstead Theatre di Londra (2012)
- The Djinns of Eidgah di Abhishek Majumdar, regia di Richard Twyman. Royal Court Theatre di Londra (2013)
- Drawing the Line, testo e regia di Howard Brenton. Hampstead Theatre di Londra (2013)
- Man di Tennessee Williams, regia di Finn Beames. Young Vic di Londra (2015)

## Doppiatori italiani
Nelle versioni in italiano delle opere in cui ha recitato, Nikesh Patel è stato doppiato da:
- Davide Albano in Starstruck - Colpita da una stella
- Simone Crisari ne I fantasmi di Bedlam
- Daniele Raffaeli in Doctor Who
- Lorenzo Scattorin in Quattro matrimoni e un funerale
- Luca Mannocci in Artemis Fowl
- Andrea Lavagnino in The Devil's Hour
- Alessandro Campaiola in Scatta l'amore